# Juńcza (województwo warmińsko-mazurskie)
Juńcza (dawniej niem. Julienhof) – kolonia w Polsce położona w województwie warmińsko-mazurskim, w powiecie olsztyńskim, w gminie Olsztynek. Miejscowość wchodzi w skład sołectwa Królikowo. W latach 1975–1998 miejscowość należała administracyjnie do województwa olsztyńskiego.
Osada leżąca nieopodal wsi Królikowo.

## Historia
Osada odnotowana w dokumentach już w 1848 r. Właściciel Juńczy, rewizor i mierniczy Skalweit, zorganizował w 1853 r. szkołę rolniczą, finansowaną przez rząd pruski, do której uczęszczała młodzież od lat 17. Program nauczania obejmował gleboznawstwo, nawożenie, uprawę roli i łąk, hodowlę bydła, gospodarkę mleczną, sadownictwo, ogrodnictwo, rymarstwo, kowalstwo i inne rodzaje rzemiosł potrzebnych w rolnictwie. Szkoła działała kilka lat. W 1904 roku majątek Juńcza przeszedł w posiadanie rodziny Bischoffów, przybyłej tutaj z okolic Gryźlin. W 1939 r. osada należała do parafii w Olsztynku. 
W 1997 roku mieszkało w Juńczy 14 osób. W 2005 r. we wsi było również 14 mieszkańców.